# Andare a Canossa
L'espressione andare a Canossa nacque in riferimento all'umiliazione di Canossa ed è entrata da allora nell'uso comune. Essa viene utilizzata anche in altre lingue, come in quella tedesca (nach Canossa gehen), in inglese (go to Canossa), in francese (aller à Canossa) e in ebraico ("ללכת לקנוסה").

Rex rogat abbatem / Mathildim supplicat atque.
Miniatura del codice originale della Vita Mathildis di Donizone di Canossa (sec. XII). Biblioteca Vaticana, Roma. Cod. Vat. lat. 4922 (1115).

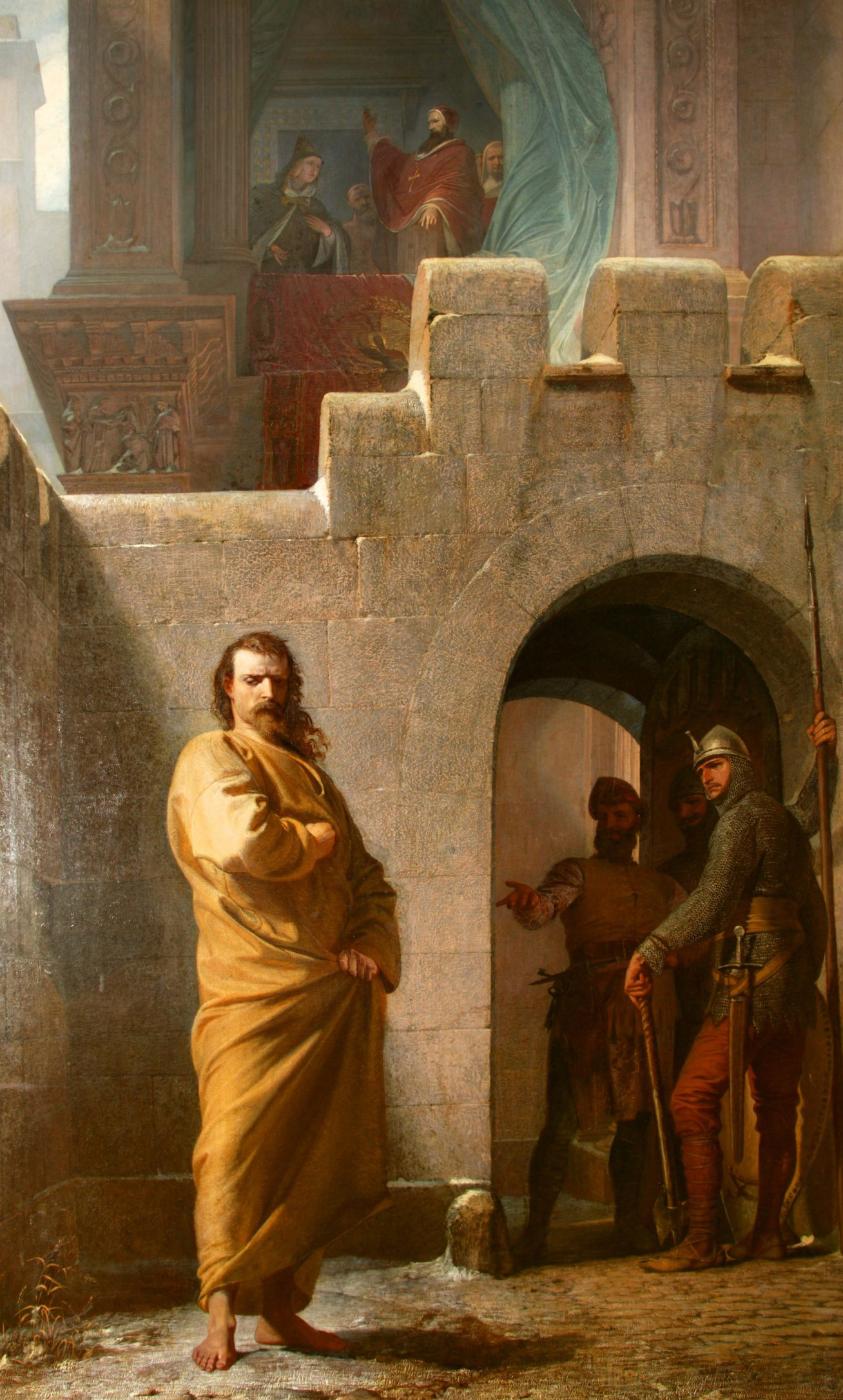
Enrico IV a Canossa, dipinto di Eduard Schwoiser, 1862.

## Etimologia
L'espressione deriva dal noto fatto storico e significa "umiliarsi, piegarsi di fronte a un nemico, ritrattare, ammettere di avere sbagliato, fare atto di sottomissione". 
Essa trae le sue origini dall'avvenimento occorso a Canossa nel rigido inverno del 1077, allorquando l'imperatore Enrico IV attese per tre giorni e tre notti davanti all'ingresso del Castello di Canossa, scalzo e vestito solo di un saio, prima di essere ricevuto e perdonato dal papa Gregorio VII, con l'intercessione di Matilde di Canossa.

## Citazioni
Nel XIX secolo l'espressione assunse un significato politico, rappresentando la sottomissione della Germania a un potere straniero quale la Santa Sede. Nel 1872 Otto von Bismarck, cancelliere del neoproclamato Impero tedesco, durante il cosiddetto Kulturkampf che lo oppose alla Chiesa cattolica, in un famoso discorso dichiarò: «noi non andremo a Canossa, né con il corpo né con lo spirito» (nach Canossa gehen wir nicht – weder körperlich noch geistig), volendo affermare che la Germania non avrebbe accettato nessuna interferenza esterna in ambito politico, religioso e culturale.